# Фонтаниле
Фонтанѝле (на италиански: Fontanile; на пиемонтски: Fontanij, Фонтаний) е село и община в Северна Италия, провинция Асти, регион Пиемонт. Разположено е на 276 m надморска височина. Населението на общината е 576 души (към 2010 г.).